# Драхенфельс (баронский род)
Драхенфельс (нем. von Drachenfels) — курляндский баронский род.

## Происхождение и история рода
Родоначальник их, Готфрид фон Волькенбург, был в 1176 г. бургграфом драхенфельским. Рыцарь Вальтер фон Драхенфельс переселился в начале XVI в. в Курляндию. Род его внесен в курляндский дворянский матрикул.
- Драхенфельс, Петер Филипп фон (1795—1879) — митавский и газенпотский окружной маршал; курляндский ландботенмаршал.

## Описание герба
В красном поле совершенно серебряный дракон, изрыгающий золотое с красным пламя.
Щит увенчан повернутым некоронованным шлемом. Нашлемник — возникающий серебряный дракон с красными распростертыми крыльями, изрыгающий пламя. Намет красный с серебром.